# Adriana Laffan
Adriana Laffan Lara (Ciudad de México, 4 de septiembre de 1960-Ciudad de México, 1 de noviembre de 2023) fue una primera actriz mexicana de telenovelas.

## Biografía
Estudió actuación en el Instituto Nacional de Bellas Artes. Inició su carrera en 1977 en la película Cuartelazo. Participó en películas, series y telenovelas mexicanas. Hija de la actriz Graciela Lara, alcanzó reconocimiento internacional al dar vida a la psicópata Betsy Corcuera en la telenovela La sombra del otro en 1996.[cita requerida]
Estuvo casada con el actor Jesús Arriaga, con quien tuvo dos hijos: María José y Emiliano.[cita requerida]
Falleció el 1 de noviembre de 2023 a los 63 años, tras haber estado hospitalizada por complicaciones derivadas de neumonía.

## Trayectoria

### Telenovelas
- Señora Acero (2014) ... Visitación
- Porque el amor manda (2012-2013) ... Begoña de Godinez
- Un refugio para el amor (2012) ... Gracia
- Soy tu dueña (2010) ... Amanda
- Destilando amor (2007) ... Ofelia de Quijano
- Barrera de amor (2005-2006) ... Ramona Reyes de López
- Mujer de madera (2004-2005) ... Jimena
- Alegrijes y rebujos (2003-2004) ... Flor Cárdenas de Maldonado
- Clase 406 (2002-2003) ... Teresa Salcedo
- Cómplices al rescate (2002) ... Lourdes "Lulú" Mendoza
- María Belén (2001) ... Margarita
- Primer amor (2000-2001) ... Dorita
- La sombra del otro (1996) ... Betsy Corcuera de De la Riva
- Carrusel (1989) ... Luisa de Palillo
- Pobre señorita Limantour (1987)
- El derecho de nacer (1981) ... Marina
- El hogar que yo robé (1981) ... Brigida
- El combate (1980) ... Beatriz

### Programas de televisión
- Como dice el dicho Capítulo: "Ora veraz huarache" (2011)
- La rosa de Guadalupe Capítulos:
  - "Hermoso bebé" (2011) ... Esperanza
  - "Tú menos que nadie" (2008) ... Irene
  - "Amenaza silenciosa" (2008) ... Rigoberta
- Mujeres asesinas Capítulo: "Claudia, cuchillera" (2008) ... Marta Azuela
- Vecinos Capítulo: "El santo niño milagroso" (2008) ... Madre Superiora
- Mujer casos de la vida real Capítulos:
  - "Impacto" (2004)
  - "Las gemelas" (2003)
  - "Confianza ciega" (2002)
  - "Bendecida" (2002)
  - "Dos ángeles" (2002)
  - "El Gran Príncipe Azul" (2002)
  - "Ladrones del aire" (2001)
  - "Distorsión" (2001)
  - "El camino del silencio" (2000)
  - "Vestido de novia" (1997)
  - "Una esperanza para Teodoro" (1997)
  - "Yo no tuve la culpa" (1997)
  - "El precio del cariño" (1997)
  - "Muñeca de cristal"
- Cachún cachún ra ra! (1981) ... Tina

### Cortometraje
- El saldo de anoche (2004)
- El instante del retorno (1987) ... Mamá

### Películas
- Un mundo raro (2001)
- Pasajeros en tránsito (1978)
- Cuartelazo (1977) ... María Hernández

### Series
- Con lugar - Maggie (2017-)